# Torquigener
Torquigener – rodzaj ryb rozdymkokształtnych z rodziny rozdymkowatych.

## Klasyfikacja
Gatunki zaliczane do tego rodzaju:
| - Torquigener altipinnis - Torquigener andersonae - Torquigener balteus - Torquigener brevipinnis - Torquigener flavimaculosus - Torquigener florealis - Torquigener gloerfelti - Torquigener hicksi - Torquigener hypselogeneion - Torquigener marleyi | - Torquigener pallimaculatus - Torquigener parcuspinus - Torquigener paxtoni - Torquigener perlevis - Torquigener pleurogramma - Torquigener randalli - Torquigener squamicauda - Torquigener tuberculiferus - Torquigener vicinus - Torquigener whitleyi |

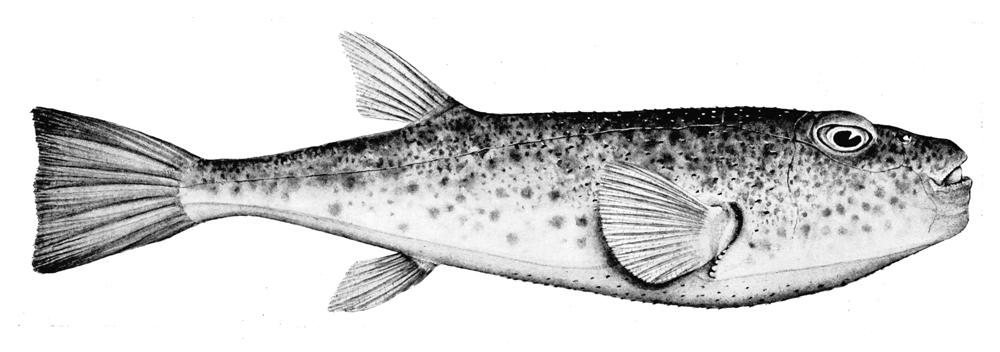
Torquigener tuberculiferus